# 静岡市立清水興津小学校
静岡市立清水興津小学校（しずおかしりつ しみずおきつしょうがっこう）は、静岡県静岡市清水区興津中町にある公立小学校。通級指導教室が設置されている。

## 沿革
- 1871年（明治4年）3月 - 「興津学校」創立[2]。
- 1873年（明治6年）5月 - 「中宿学校」創立[2]。
- 1874年（明治7年） - 「益習舎」「浦東学校」創立[2]。
- 1879年（明治12年）8月 - 「清見学校」創立[2]。
- 1884年（明治17年）8月 - 「興津学校」「浦東学校」を「中宿学校」に合併[2]。
- 1886年（明治19年） - 「益習舎」を「中宿学校」に合併して薩埵分教室に、旧「浦東学校」を八木間分教室に改編[2]。
- 1889年（明治22年）3月 - 「中宿学校」を「中宿尋常小学校」と改称[2]。
- 1892年（明治25年）2月 - 八木間分教室を「八木間尋常小学校」、中宿尋常小学校を「興津小学校」と改名[2]。
- 1894年（明治27年）1月 - 高等科3年併置し、「興津尋常小学校」と改名[2]。
- 1941年（昭和16年）4月 - 「興津国民学校」に改称[2]。
- 1947年（昭和22年）4月 - 「興津町立興津小学校」に改称[2]。
- 1961年（昭和36年）6月29日 - 清水市との合併により、「清水市立興津小学校」に改称[2]。
- 1973年（昭和48年）7月7日 - 創立100周年記念式典挙行[2]。
- 2003年（平成15年）4月 - 静岡市との合併に伴い、「静岡市立清水興津小学校」に改称[2]。

## 通学区域
清水区

| - 興津東町 - 興津井上町 - 興津清見寺町 - 興津中町 | - 興津本町 - 承元寺町 - 八木間町 - 谷津町一丁目・二丁目 |

## アクセス
- しずてつジャストライン山の手線（横砂南町系統を除く） 「県営興津団地前」停留所から、徒歩2分